# Bartholomäusevangelium
Das Bartholomäusevangelium,  lateinisch Evangelium Bartholomaei, ist ein Passionsevangelium, d. h. ein Evangelium, das sich hauptsächlich mit der Passion und Auferstehung Jesu Christi beschäftigt. Daher ist es auch gut mit dem (apokryphen) Petrusevangelium zu vergleichen. Es ist ungefähr 250 n. Chr. entstanden.
Der Text des Evangeliums ist nicht zweifelsfrei überliefert, seine Existenz aber durch Verweise in anderen Schriften belegt. Es gibt zwei Texte, die teils als Bartholomäusevangelium bezeichnet werden und von denen einer möglicherweise Teil des Evangeliums ist. Diese beiden Texte, die sich auf den Apostel Bartholomäus beziehen, sind die Quaestiones Bartholomaei und De resurrectione Christi. Sie sind nur in verschiedenen unvollständigen und verschiedensprachigen Abschriften erhalten, weshalb eine Rekonstruktion schwierig und bisher nur in Bruchstücken gelungen ist.
Bartholomäus spricht darin mit dem auferstandenen Christus und mit Maria und bittet sie, ihm viele Geheimnisse zu enthüllen, z. B. wie Maria ihn empfangen konnte, der doch größer und mächtiger ist als alles andere und was Jesus in der Hölle getan hat. Außerdem bittet Bartholomäus ihn, ihm den Teufel zu zeigen. Dieser offenbart ihm seine Geheimnisse, wie er heiße, wie er aus dem Himmel geworfen worden sei, über die verschiedenen Arten von Engeln.
Auch Hades, der griechische Gott des Todes, kommt im Bartholomäusevangelium vor.